# Torregrossa
Torregrossa är en kommun i Spanien.   Den ligger i provinsen Província de Lleida och regionen Katalonien, i den östra delen av landet, 400 km öster om huvudstaden Madrid. Antalet invånare är 2 234. Arean är 41 kvadratkilometer. Torregrossa gränsar till Lleida, Els Alamús, Bell-lloc d'Urgell, Sidamon, Fondarella, Mollerussa, Miralcamp, Juneda, Puiggròs, Puigverd de Lleida och Artesa de Lleida. 
Terrängen i Torregrossa är platt.